# Dos estrellas en la Vía Láctea
Dos estrellas en la Vía Láctea (en chino tradicional, 銀漢雙星; en chino simplificado, 银汉双星; pinyin, Yínhàn Shuāngxīng), También conocida como Dos estrellas en la gran pantalla y como Un actor y una actriz, es una película china de 1931 dirigida por Shi Dongshan para United Photoplay Service (UPS). Basada en la novela homónima de Zhang Henshui, está protagonizada por Violet Wong como una chica de campo que, después de ser descubierta por la Milky Way Film Company, asciende al estrellato a través de una ópera cantonesa. Comienza un romance con su coprotagonista, interpretado por Jin Yan, quien la deja de lado después de que le recuerden sus obligaciones filiales.
Se trata de la primera película sonora producida por UPS e incluía extensas escenas de música y baile, con diálogos presentados a través de intertítulos y canciones grabadas en un medio independiente. El guion, adaptado por Zhu Shilin, presentaba varias desviaciones de la novela original en su ambientación y trama. También incluía elementos de metafilm, presentando una visión autorreflexiva del proceso de realización cinematográfica, así como cameos del equipo y el talento de UPS. Después de seis meses de producción y una extensa campaña publicitaria, la película se estrenó el 13 de diciembre de 1931. Es una de las pocas obras supervivientes del cine chino temprano, aunque su banda sonora se ha perdido.

## Argumento
El compositor Li Xudong vive en una villa rural con su hija Yueying. Un día, un equipo de producción de la Milky Way Film Company llega a la zona para rodar su nueva película. Escuchan a Yueying cantándole a su padre y siguen el sonido de su voz hasta la casa familiar. El director Gao Qi, encantado con su voz, sugiere que la contraten para una futura producción. Con la premisa de utilizar la casa como lugar de rodaje, el equipo entabla amistad con la familia. En los días siguientes, Yueying se siente intrigada por la estrella de la película, Yang Yiyun.
La productora envía al director Wang a asistir a una función benéfica en la que actuará Yueying. Muy impresionado, le ofrece un papel protagonista en su próxima película El dolor del amor en la Cámara del Este. Los Li se mudan a Shanghái, donde Yueying comienza a trabajar. Acepta el papel de la consorte Mei y es elegida junto a Yang Yiyun como el emperador Xuanzong, el interés romántico de su personaje. Después de terminar de filmar la ópera culminante, el equipo se apresura a subir al escenario para celebrarlo.
Después de terminar el rodaje, Yueying y Yiyun se dan cuenta de que se han enamorado. Él la invita a cenar en el Cathay Sports Club, después van a jugar al minigolf. En el campo, una mujer se acerca a Yiyun y le dice que lo ha estado buscando, para gran consternación de Yueying. Cuando ella golpea a Yueying con una pelota de golf, comienzan a pelear y Yueying se marcha furioso. Yiyun luego explica que la mujer, Chunping, era simplemente una vieja amiga. Yueying le hace prometer que evitará a ese tipo de mujeres en el futuro.
Varios meses después, Yiyun lleva a Yueying a un banquete para conmemorar el estreno de Love's Sorrow en la Cámara del Este. Ambos abren la fiesta con un tango, y el equipo y el talento de Milky Way comentan que son una pareja perfecta. Más tarde, Yiyun y Yueying se abrazan en el jardín. La noticia se difunde rápidamente, lo que complace enormemente al padre de Yueying. Sin embargo, Gao Qi lleva a Yiyun aparte y le advierte que no continúe la relación, recordándolo que ya se ha casado con otra mujer, elegida por su madre.
Yiyun se da cuenta de que, a pesar de sus sentimientos románticos, nunca podría convertir a Yueying en su segunda esposa. Se dirige a su casa, donde recibe la visita del espectro de su madre, que le recuerda su deber filial de honrar los deseos de sus padres. Por ello, llama a Chunping y le pide que haga un sacrificio. Cuando los Li llegan a la casa de Yiyun, los ven besándose. Yueying, devastada, es consolada por su padre, que le dice que deje los males de la ciudad y regrese al campo.
Años más tarde, un anciano Yiyun viaja a la casa de campo de Yueying. Mira fijamente la puerta, pero no se atreve a entrar, mientras ella canta una triste canción junto a la mecedora vacía de su padre.

## Producción
La película es una adaptación de la novela de Zhang Henshui, que ya se había publicado por entregas en la revista Huabei Huabao entre 1928 y 1929. El filme está producido por United Photoplay Service (UPS) entre mayo y septiembre de 1931. Shi Dongshan se desempeñó como director; anteriormente había producido una serie de melodramas y dramas de época. Zhu Shilin se desempeñó como guionista, mientras que Zhou Ke fue el director de fotografía.

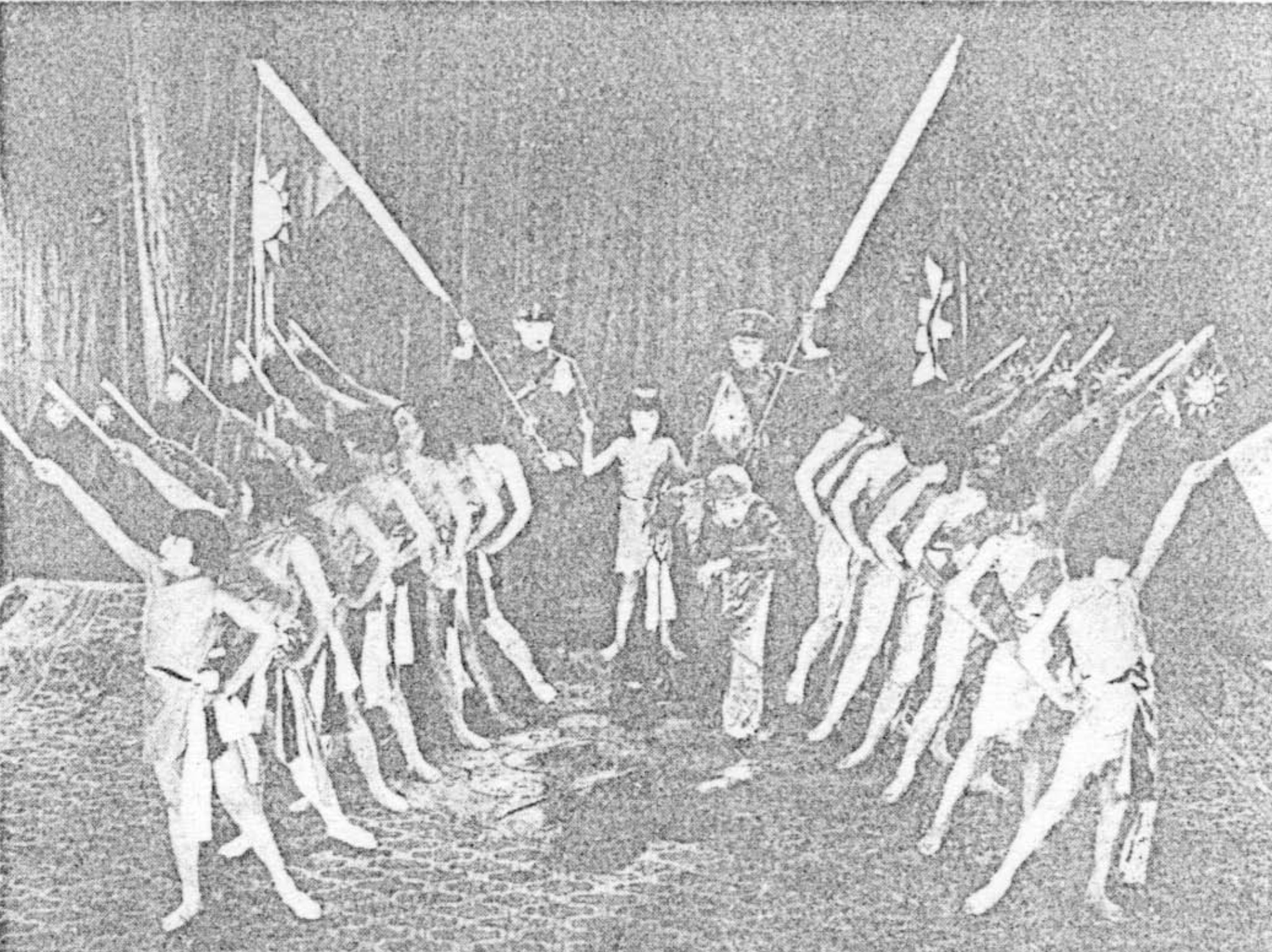
Las UPS Follies aparecieron en la secuencia de revista de la película.

Dos estrellas en la Vía Láctea fue el primer intento de UPS de hacer una película sonora. La tecnología del sonido había ganado popularidad a través de obras importadas, y la Mingxing Film Company la había empleado recientemente para la película Sing-Song Girl Red Peony (1931). En última instancia, UPS produjo un híbrido de técnicas mudas y sonoras. Los intertítulos, presentados en una fuente art déco, se proporcionaron en chino e inglés para proporcionar exposición y comunicar el diálogo. Mientras tanto, se utilizó tecnología de sonido en disco para la banda sonora, con grabaciones fonográficas que se reproducían en ciertos puntos durante la proyección. Al igual que en otras películas sonoras chinas tempranas, se le dio especial importancia a la voz cantada: mientras que el diálogo se presentaba mediante intertítulos, las canciones se presentaban como audio.
Se acreditó a cuatro músicos como asesores musicales de la película. Los elementos cantoneses del filme fueron supervisados por Gao Yupeng, un destacado músico de yangqin. La música de estilo occidental fue proporcionada por Li Jinhui y utilizada para las dos escenas de revista, así como para el tango; también proporcionó la música del tema principal de la película. Xiao Youmei, presidente del Instituto Nacional de Música, proporcionó más música. El tango fue acompañado por la Orquesta del Teatro Carlton, bajo la dirección de A. Richter. Una compañía de canto y baile llamada UPS Follies proporcionó el apoyo; la hija de Li Jinhui, Minghui había sido la encargada de entrenar a está compañía, que había comenzado como la Compañía de Canto y Baile de la Luna Brillante y estaba formada principalmente por niñas y jóvenes de entre quince y diecinueve años.

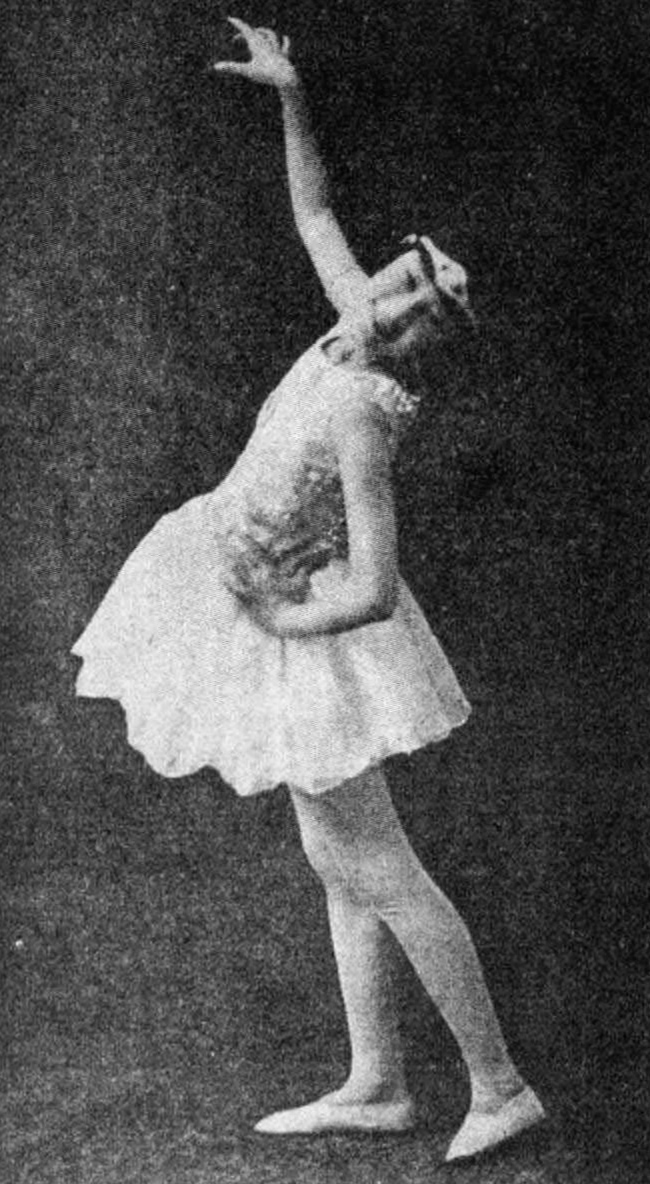
Violet Wong quien interpreta el papel femenino principal

El papel principal femenino lo interpretó Violet Wong, una cantante que había estado de gira con la Compañía de la Luna Brillante de Lis. El guionista Zhu recordó que Wong se parecía mucho a la «inocente joven protagonista que gana fama a través de su canto y baile distintivos», de modo que los espectadores percibieron la película como una película biográfica. En una entrevista, Wong se describió a sí misma como alguien que había trabajado incansablemente investigando la ópera cantonesa y como resultado la productora UPS la describió como «dando nueva vida y voz al espectáculo».
Jin Yan interpretó el personaje principal masculino, Yang Yiyun, que ya había aparecido previamente en películas de la UPS como Love and Duty y The Peach Girl (ambas de 1931) y se ganó una reputación por su elegancia y buena apariencia. Otros actores que también aparecen en la película incluyen a Wang Cilong, un director de UPS, como el epónimo Director Wang;Gao Zhanfei como el director Gao; Ye Juanjuan como Chunping; Zong Weigeng, acreditado como V. K. Chang, como Li Xudong; y Liu Jiqun como el asistente de dirección.
Los decorados, diseñados por Fang Peilin, mezclaban el art déco con motivos tradicionales chinos. Las reseñas contemporáneas informaron que se habían gastado 6000 yuanes en el diseño de los decorados, más que el presupuesto total de algunas películas contemporáneas. El vestuario variaba e incluía atuendos imperiales y qipao modernos.

## Análisis

### Diferencias adaptativas
El filme es una adaptación de la novela homónima de Zhang Henshui, un popular escritor de la escuela de los «patos mandarines y las mariposas». Al igual que con las adaptaciones anteriores de novelas en el cine chino, se realizaron modificaciones durante el proceso. A diferencia de la novela, que comenzaba en Pekín, la película presenta a sus personajes principales como originarios del sur de China. Esta desviación, subrayada a través de la interpretación de la canción en cantonés «Gotas de lluvia sobre una hoja de plátano» en la apertura, así como otras canciones cantonesas, capitalizó la popularidad del género en la China contemporánea. También estuvo influenciada por Luo Mingyou, el cofundador de la UPS nacido en Hong Kong, así como por las experiencias de gira de la Compañía de la Luna Brillante de Lis. La propia Wong era cantonesa.

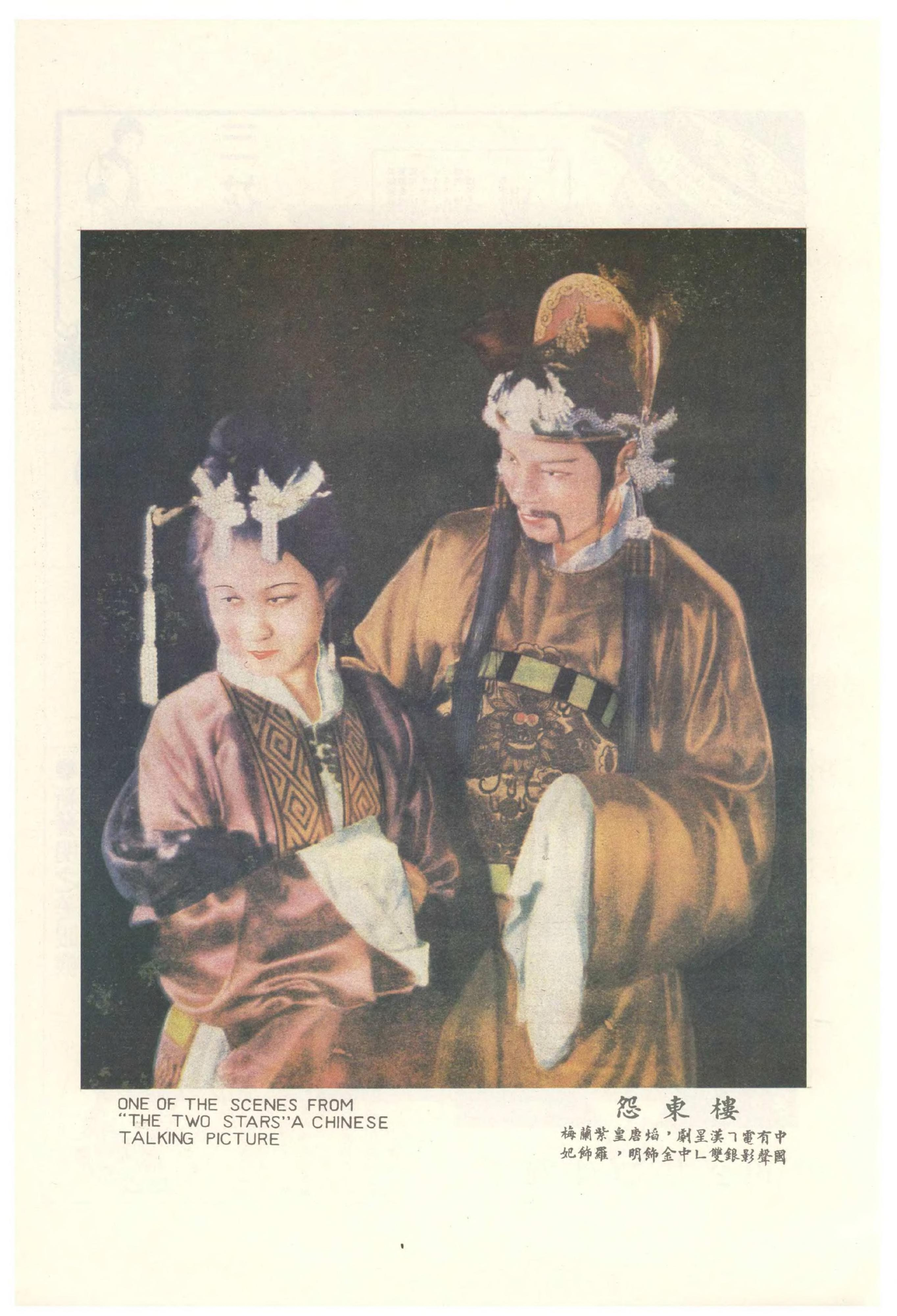
Una imagen promocional de la película que muestra a Li Yueying como la consorte Mei y a Yang Yiyun como el emperador Xuanzong de Tang; la inclusión de una ópera cantonesa fue nueva en la película.

La película también se apartó de su material original en su encuadre. Mientras que la novela presentaba a Li Yueying como una mujer procedente de Pekín que se inspiraba en los medios populares, la película la descubre durante un rodaje en una zona rural. Esto, escribe Kristine Harris en su exploración de Dos estrellas en la Vía Láctea como metapelícula, enfatiza el talento innato del personaje; la académica feminista Qilun Han señala que esto también permitió que la película se inspirara en las nociones culturales asociadas con estos lugares.  Al mismo tiempo, aunque el entorno rural era más naturalista, siguen presentes elementos de la cultura extranjera, incluido un piano y un busto de Ludwig van Beethoven. Un coro de majorettes liderado por Li Lili acompañado de una danza de estilo egipcio, que reemplaza colectivamente la actuación de la inmortal doncella de hadas de la novela, resalta aún más el cosmopolitismo del escenario. Estos elementos, escribe el estudioso de cine Bo Cheng, reflejan una tendencia general en el cine chino temprano a «europeizar» las novelas durante el proceso de adaptación a la gran pantalla.
Los tipos de películas que aparecen en Dos estrellas en la Vía Láctea también difieren en la adaptación. Mientras que la novela mostraba a Li Yueying protagonizando melodramas modernos, la adaptación cinematográfica se centraba en la producción de una ópera cantonesa, cuyas escenas ocupan diez minutos de la duración de la película. Según Harris, esta adaptación permitió a la película aprovechar la popularidad de los dramas de época y, al mismo tiempo, mantener su énfasis en la modernidad. También ofreció la ventaja de incorporar la ópera, un género de interpretación popular que se presentó en las primeras películas sonoras chinas. La ópera adaptada, un romance basado en la historia del emperador Xuanzong, había sido ampliamente representada en las dos décadas anteriores a la producción de la película, incluso por Wong durante su época como artista de teatro, y el público contemporáneo habría reconocido los paralelismos entre la consorte Mei y Li Yueying.
Al igual que la novela, la película se centró en su protagonista femenina y la mantuvo como una figura simpática. Sin embargo, las historias difieren en su tratamiento del protagonista masculino Yang Yiyun, quien no es representado como un mujeriego empedernido sino como un hombre agobiado por sus obligaciones morales. Esto se enfatiza con la inclusión de un matrimonio concertado, que según los principios de la piedad filial, Yang debe mantener, a pesar de no tener ningún interés romántico en su esposa. En lugar de tomar a Li como su segunda esposa, la rechaza, alejándola para protegerla a pesar de sus verdaderos sentimientos. Tales adaptaciones no solo permitieron que la película cumpliera mejor con las expectativas de los censores, sino que también aseguraron que todos los personajes fueran presentados de manera simpática.

### Autoreferencias y metacine
Dos estrellas en la Vía Láctea se ha descrito como una «película sobre el mundo del cine». Películas de este tipo se habían producido en los Estados Unidos desde al menos 1908, y producciones contemporáneas como Show People (1928) y Showgirl in Hollywood (1930) se habían estrenado en la República de China. Producciones similares se habían realizadas localmente por diferentes estudios cinematográficos como: Mingxing (A Passionate Actress, 1926; An Amorous History of the Silver Screen, 1931) y Tianyi (The Female Movie Star, 1926; A Female Star, 1933).  El vínculo entre esta película y Show People se trazó explícitamente, y UPS identificó su película como «La versión china de Show People». Dos estrellas en la Vía Láctea incluyó, por lo tanto, un cierto nivel de autorreferencias. Harris señala paralelismos entre los protagonistas de la película y el equipo padre-hija de Li Jinhui y Li Minghui, que habían ganado prominencia en Shanghái en la década de 1920 a través de sus colaboraciones en el escenario y en grabaciones. Una mayor autoreferencia se evidencia en los cameos de la película, que incluyen no solo a los directores de UPS: Cai Chusheng, Sun Yu y Wang Cilong, sino también a las actrices Chen Yanyan, Li Lili, Tang Tianxiu y Wang Renmei.
La estudiosa de cine Anne Kerlan describe el filme como un «manifiesto visual» para UPS. La película incluía una escena en la que la junta directiva anunciaba: «En la industria cinematográfica tenemos una misión que cumplir: propagar las virtudes de nuestro pueblo y transmitir conocimientos al público a través de la pantalla». El corolario ficticio de UPS, la película, se presenta como moderna a través de las tecnologías de la comunicación, pero manteniendo la moral tradicional y los valores confucianos. A través de estas presentaciones, sostiene Kerlan, UPS se ofrecía como un «mundo perfecto» en el que «el profesionalismo y el espíritu moderno [se combinan] con un sentido del deber y el respeto por las tradiciones culturales». Harris señala que, a través de la narrativa, UPS también enfatizó su propio nacionalismo, como se ve en su dedicación a la transformación social así como en su representación de las majorettes.

### Sonido y música

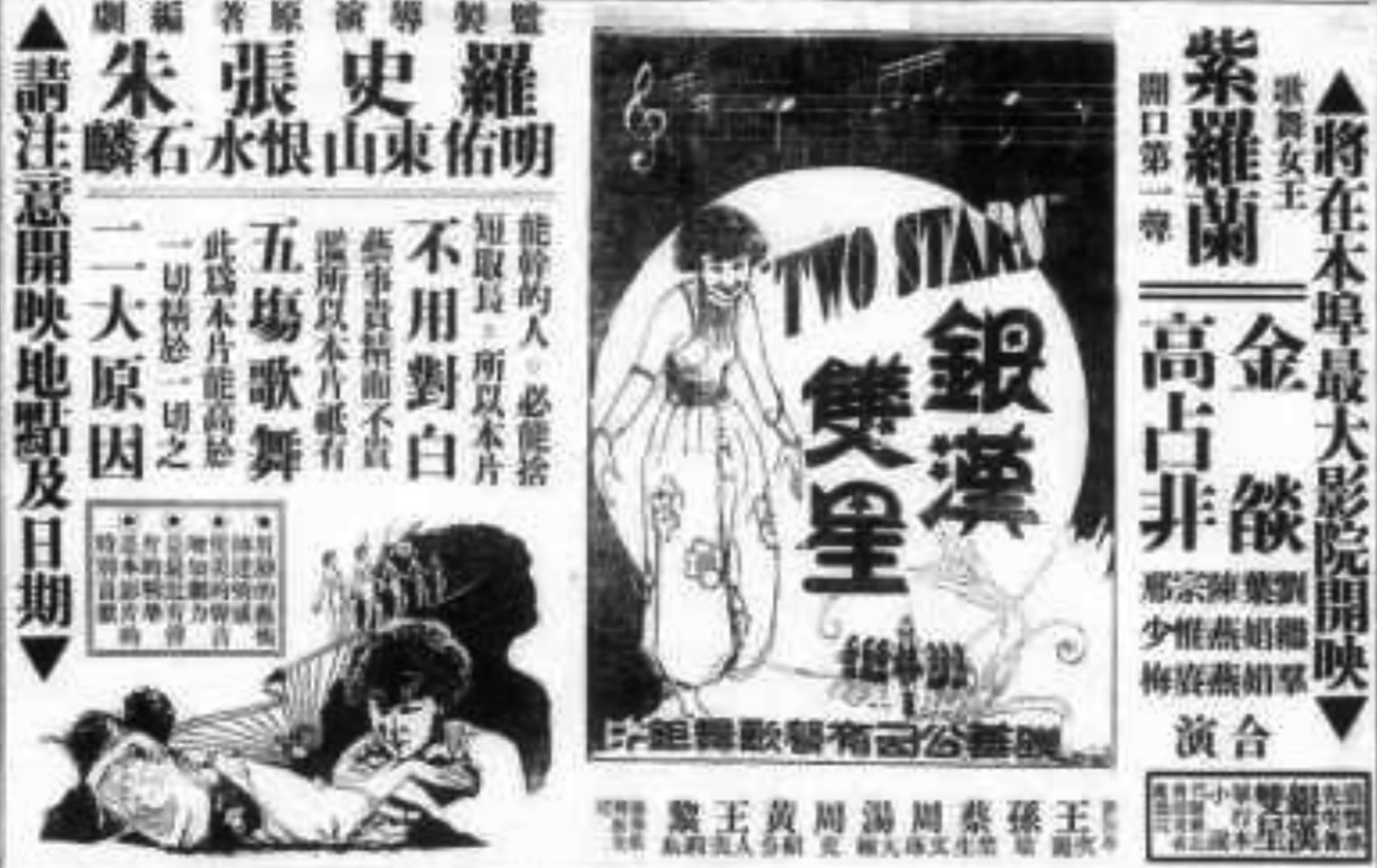
Los anuncios de la película enfatizaron su contenido musical.

La película hizo mucho hincapié en sus actuaciones musicales. Los anuncios describían el filme con frases como «Megapelícula de danza y sonido» y aunque la banda sonora en sí se ha perdido, las revisiones de la cobertura contemporánea han permitido una reconstrucción. Se sabe que la película incluyó seis interludios musicales. Su primera canción es «Gotas de lluvia sobre una hoja de plátano»,interpretada por Yueying para su padre en la comodidad de su hogar. Una secuencia posterior, en la que el equipo de Milky Way asiste a una revista para buscar a Li Yueying, incluye una marcha con la melodía de «Strive» de Li Jinhui e interpretada por las Follies, a continuación, se muestra la danza al estilo egipcio de Yueying. Se utilizaron tomas estáticas en tomas largas, intercaladas con cross-cutting hacia el equipo extasiado. Una cuarta secuencia es un solo de cinco minutos interpretado por Yueying como Consorte Mei, filmado en tomas que duran hasta ochenta segundos. La quinta secuencia, el tango, se presenta en la película como dirigido por Nie Er e intercalado con cortes cruzados al equipo y al talento de la UPS. La secuencia final ocurre hacia el final de la película, en la que una Yueying mayor vuelve a interpretar la canción del principio «Gotas de lluvia sobre una hoja de plátano» que, sin que ella lo sepa, la escucha Yiyun.
Jean Ma describe esta producción cinematográfica como una película que utiliza interpretaciones musicales explícitamente escenificadas como «un pretexto diegético convincente para la inclusión de atracciones musicales». A veces, los espectadores son transportados al escenario de la ópera y la revista, lo que proporciona una puesta en escena variada que resalta las características intermedias de la película. Por el contrario, la primera secuencia «Gotas de lluvia sobre una hoja de plátano» emplea tomas dinámicas que alternan entre el interior y el exterior de la casa de la familia Li. Al mismo tiempo, se distingue por sus efectos, ya que «literalmente detiene a los dos actores en seco y, por lo tanto, detiene el rodaje de la película que está en proceso». Estas secuencias se amplían con representaciones de medios sonoros, incluidos fonógrafos y transmisiones de radio y se mejoran aún más con la fisicalidad rítmica de actividades visuales como pasos y una mecedora.
Como la tecnología de sonido en disco utilizada para rodar la película requería la sincronización manual de la película y su banda sonora, las experiencias de la audiencia habrían variado entre los lugares y las exhibiciones. Para facilitar la sincronización, la música y las voces grabadas se comprimieron de 78 rpm a 33⅓ rpm, equivalente a los 24 fps de la proyección de películas, aunque esto provocó una pérdida de calidad del audio. No obstante, no se pudo garantizar una sincronización completa y, por lo tanto, ninguna de las escenas de canto se filmó como primeros planos.

## Estreno y recepción
La película recibió una intensa publicidad durante varios meses. Parte de la campaña publicitaria fue una reedición de la novela, con un nuevo prólogo de Zhu Shilin sobre el proceso de adaptación del filme. Los anuncios enfatizaban la novela original, con su autor Zhang Henshui destacado tanto en el material de marketing como en los créditos iniciales. La película se estrenó en el Teatro Nankín de Shanghái el 13 de diciembre de 1931 y se promocionó como la primera película sonora de la compañía. Las grabaciones fonográficas de las actuaciones de Wong fueron lanzadas a través de la Great China Record Company.
Los críticos generalmente elogiaron la interpretación vocal de Wong, pero encontraron que la calidad general del sonido era inferior a la de otras producciones nacionales anteriores. Wong fue elogiada en la revista Yingxi Zazhi por su interpretación de la canción «Gotas de lluvia sobre una hoja de plátano», describiéndola como «una invocación lírica de la belleza romántica del sur». La respuesta a la escena de la ópera fue mixta, con algunos críticos considerando que la obra había sido bien integrada en la película, mientras que otros la criticaron por forzada y aburrida. Una reseña en el Dajing Bao describió la película como deficiente, escribiendo, «la estructura no es buena, las escenas no son buenas, la fotografía no es buena y las expresiones de los actores no son buenas».
Dos estrellas en la Vía Láctea es una de las pocas películas chinas antiguas que han sobrevivido hasta nuestros días; la mayoría se han perdido. Su banda sonora original, grabada por separado, se ha perdido. El sinólogo Christopher G. Rea la describió como merecedora de una mención especial por su importancia artística e histórica y el cineasta taiwanés Ang Lee describió la película como una gran influencia en su trilogía Father Knows Best. La película ha tenido lanzamientos en video doméstico. Una edición en VCD, sin audio, fue publicada en China en 2000. Más tarde se lanzó una edición en DVD de la película, con una nueva banda sonora. Una edición de doble función, en la que la película se emparejó con A Spray of Plum Blossoms (1931) de Bu Wancang, fue estrenada por Cinema Epoch, con sede en Los Ángeles, en 2007. Esta edición contó con una banda sonora de Toshiyuki Hiraoka, con escenas de ópera dobladas con extractos de la interpretación de Bai Guang de la canción «Ten Sighs».